# Записування ідей
Запи́сування іде́й (англ. Brainwriting) — одна з методик творчості, в якій ґенерування ідей учасниками відбувається в письмовій формі. Записування ідей використовують для створення великої кількості ідей при вирішенні проблемної ситуації. На відміну від ґенерування ідей у мозковому штормі, немає потреби в професійній модерації учасниками і точному протоколюванні ідей. Методика складається з двох фаз, у першій відбувається ґенерування ідей, а їх аналіз та оцінювання у другій.

## Варіанти сеансів записування ідей

### Метод 6-3-5
Метод 6-3-5 (6 учасників, 3 ідеї від кожного, 5 обмінів ідеями) запропонував Бернд Рорбах 1968 року. Шість учасників, які сидять утворюючи коло, одержують по листку паперу розкресленому на три стовпчики та шість рядків. Кожен учасник повинен написати три ідеї в першому рядку у відповідних стовпчиках. Через фіксований час (часто 5 хвилин) учасники передають свій листок сусіду зліва. Отримавши листок від сусіда кожен учасник повинен розвинути кожну з попередніх ідей. Через 5 хвилин листок передається знову сусіду зліва і так продовжується до заповнення всіх комірок на кожному листку. Методика дозволяє генерувати 108 (63×6) ідей за 30 хвилин.

### Фонд записаних ідей (Brainwriting Pool)
Перед учасниками, які сидять навколо стола, покладено папір. Учасники записують кожну свою відмінну ідею на окремому листку паперу і складають його в центр стола, де розміщується «фонд ідей». Коли нові ідеї закінчуються, учасники можуть вибрати собі із загального фонду ідей листок з іншою ідеєю. Часто нові ідеї народжуються через натхнення, яке виникає після прочитання ідей інших. На цьому самому листку учасник дописує розвиток ідеї. Процес продовжується фіксований час. Після цього відбувається зачитування та обговорення ідей.